# 야마기시 이사오
야마기시 이사오(일본어: 山岸功, 1964년 9월 22일 ~ )는 일본의 성우이다.

## 출연 작품

### TV 애니메이션
1999년
- 봉신연의(황천화)

2002년
- 초중신 그라비온(타카스)

2003년
- 울트라 매니악(카와나카지마 쥰)

2004년
- 고쿠센(노다 타케시)